# Cantón de Aurillac-2
El Cantón de Aurillac-2 (oficialmente, en francés, Aurillac 2e Canton) es una división administrativa francesa, en el distrito de Aurillac, departamento de Cantal, región de Auvernia. Fue creado en 1790 y está formado por cuatro comunas: Aurillac (centro administrativo), Saint-Paul-des-Landes, Sansac-de-Marmiesse e Ytrac.
Con este condado lindan los de Jussac, Aurillac-1 y 3, además de Arpajon, Saint-Mamet-la-Salvetat y Laroquebrou. En cuanto a su administración, su consejera general es Florence Marty del Partido Socialista que en 2008 sustituyó a Yves Debord del mismo partido. Marty ganó las elecciones con el 56% de los votos, venciendo a su rival Sylvie Lachaise en la segunda vuelta.